# Aeronautica militare del Kirghizistan
L'Aeronautica militare del Kirghizistan o KRA-ak (in kirghiso Кыргыз Республикасы Аскер-аба күчтөрү?, Kırgız Respublikası Asker-aba küçtörü) costituisce la forza militare aerea del Kirghizistan, parte integrante, assieme all'Esercito e alla Marina militare, delle Forze Armate Kirghise.

## Storia
Se non diversamente indicato, i dati sono tratti da "Aeronautica & Difesa".
La Kirghizistan Air Force così come la conosciamo oggi, fu costituita il  27 luglio 1992. Come tante delle forze aeree nate dopo la dissoluzione dell'Unione Sovietica, l'aviazione Kirghiza si ritrovò ad avere formalmente in carico una notevole quantità di aeromobili, in gran parte inoperativi, sulla Base Aerea 999 di Kant. Per un breve periodo fu formata anche una prima linea basata sui caccia Mikoyan-Gurevich MiG-23 Flogger che, tuttavia, furono restituiti alla Russia tra il 1993 e il 1996. Furono parcheggiati all'aperto, ed in parte smontati, 100 MiG-21, 67 L-39, 28 Mi-8, 2 Mi-17 e 17 Mi-24. Di questi aeromobili quasi nessuna fu immessa in servizio; alcune furono cedute a paesi amici. Tale decisione fu politica, in quanto il Kirghizistan rinunciò ad avere una vera e propria aviazione, puntando ad una difesa aerea missilistica e a pochi aeromobili con funzioni prevalentemente logistiche e di polizia. Di conseguenza, in considerazione della situazione finanziaria in cui versa, il Kirghizistan non ha nessun interesse, futuro, di programmare un eventuale potenziamento della propria aviazione.

## Aeromobili in uso
Sezione aggiornata annualmente in base al World Air Force di Flightglobal del corrente anno. Tale dossier non contempla UAV, aerei da trasporto VIP ed eventuali incidenti accorsi durante l'anno della sua pubblicazione. Modifiche giornaliere o mensili che potrebbero portare a discordanze nel tipo di modelli in servizio e nel loro numero rispetto a WAF, vengono apportate in base a siti specializzati, periodici mensili e bimestrali. Tali modifiche vengono apportate onde rendere quanto più aggiornata la tabella.
| Aeromobile                           | Origine        | Tipo                       | Versione (denominazione locale) | In servizio (2024) | Note | Immagine |
| Aeromobili a pilotaggio remoto - UAV |                |                            |                                 |                    | |          |
| Baykar Bayraktar Akinci              | Turchia        | UAV                        | Akinci-AAkinci-B                | 1                  | Almeno un Akinci-A e un Akinci-B consegnati il 28 ottobre 2023. |          |
| Baykar Bayraktar TB2                 | Turchia        | UAV                        | TB2                             | 1                  | 3 TB2 ordinati a ottobre 2021, con consegne previste dal 2022. |          |
| TAI Aksungur                         | Turchia        | UAV                        | Aksungur                        | 0                  | Un numero imprecisato di Aksungur ordinati a marzo 2023. |          |
| Aerei da trasporto                   |                |                            |                                 |                    | |          |
| Antonov An-26 Curl                   | Ucraina        | aereo da trasporto tattico | An-26                           | 2                  | 2 An-26 donati dalla Russia a fine 2017. |          |
| Antonov An-2 Colt                    | Ucraina        | aereo da trasporto tattico | An-2T                           | 4                  | 4 An-2T consegnati. |          |
| Airbus A220                          | Unione europea | aereo da trasporto VIP     | A200-300                        | 2                  | 2 A220-300 consegnati. |          |
| Tupolev Tu-154 Careless              | Russia         | aereo da trasporto VIP     | Tu-154                          | 1                  | 1 Tu-154 consegnato. |          |
| Aerei da addestramento               |                |                            |                                 |                    | |          |
| Aero L-39 Albatros                   | Rep. Ceca      | aereo da addestramento     | L-39C                           | 2                  | 28 L-39C consegnati. |          |
| Elicotteri                           |                |                            |                                 |                    | |          |
| Mil Mi-8 Hip                         | Russia         | elicottero utility         | Mi-8MTMi-17V-5                  | 42                 | 24 Mi-8MT consegnati. Ulteriori 2 esemplari della versione Mi-8MT ricondizionati sono stati donati dalla Russia ad aprile 2019 e consegnati a novembre dello stesso anno. 2 Mi-8MT ex russi donati dalla Russia consegnati a febbraio 2020. 2 Mi-17V-5 consegnati a giugno 2023. |          |
| Mil Mi-24 Hind                       | Russia         | elicottero d'attacco       | Mi-24D                          | 2                  | 17 Mi-24D consegnati. |          |
| KAI KUH-1 Surion                     | Corea del Sud  | MedEvac                    | KUH-1EM                         | 0                  | 2 KUH-1EM acquistati ad aprile 2025 per le operazioni MedEvac e per la lotta antincendio. |          |

La compagnia aerea Air Manas è stata costituita per uso esclusivo del presidente e del governo del Kirghizistan. Nel 2014 aveva in dotazione due Tupolev Tu-154M e un Boeing 737-400. Dal 6 marzo 2007, la Air Manas è nella black list delle compagnie aeree cui non viene consentito di operare nella Unione europea.

## Aeromobili ritirati
- Mikoyan-Gurevich MiG-23 Flogger
- Mikoyan-Gurevich MiG-21F-13 Fishbed
- Tupolev Tu-134 Crusty